# Лхацзе
29°05′17″ пн. ш. 87°38′08″ сх. д. / 29.08807° пн. ш. 87.63555° сх. д.
Лхацзе (кит. 拉孜县, пін. Lāzī Xiàn, трансліт. Lhatse) — один із повітів КНР у складі префектури Шигацзе, Тибетський автономний район. Адміністративний центр — містечко Чушар.

## Географія
Повіт Лхацзе розташовується у центральній частині префектури у верхній течії Брахмапутри.

### Клімат
Повіт лежить у зоні так званої «гірської тундри», котра характеризується кліматом арктичних пустель. Найтепліший місяць — червень із середньою температурою 15,1 °C. Найхолодніший місяць — січень, із середньою температурою −1,9 °С.
| Клімат повіту Лхацзе    | Клімат повіту Лхацзе | Клімат повіту Лхацзе | Клімат повіту Лхацзе | Клімат повіту Лхацзе | Клімат повіту Лхацзе | Клімат повіту Лхацзе | Клімат повіту Лхацзе | Клімат повіту Лхацзе | Клімат повіту Лхацзе | Клімат повіту Лхацзе | Клімат повіту Лхацзе | Клімат повіту Лхацзе | Клімат повіту Лхацзе |
| Показник                | Січ.                 | Лют.                 | Бер.                 | Квіт.                | Трав.                | Черв.                | Лип.                 | Серп.                | Вер.                 | Жовт.                | Лист.                | Груд.                | Рік                  |
| Середній максимум, °C   | 6,3                  | 7,5                  | 10,8                 | 14,4                 | 18,8                 | 22,5                 | 21                   | 19,5                 | 18,7                 | 15,8                 | 10,7                 | 7,4                  | 14,5                 |
| Середня температура, °C | −1,9                 | 0                    | 3,7                  | 7,1                  | 11,3                 | 15,1                 | 14,4                 | 13,3                 | 12,1                 | 8,1                  | 2,4                  | −1,1                 | 7                    |
| Середній мінімум, °C    | −10,2                | −7,9                 | −3,8                 | −0,1                 | 4,3                  | 8,8                  | 9,3                  | 8,5                  | 6,6                  | 1                    | −5,7                 | −9,4                 | 0,1                  |
| Норма опадів, мм        | 0.1                  | 0.1                  | 0.3                  | 1.4                  | 12.5                 | 43.3                 | 110.4                | 118.5                | 37.9                 | 3.3                  | 0.4                  | 0.1                  | 328.3                |
| Вологість повітря, %    | 19                   | 19                   | 20                   | 24                   | 32                   | 42                   | 59                   | 65                   | 55                   | 31                   | 23                   | 20                   | 34.1                 |
| ----------------------- | -------------------- | -------------------- | -------------------- | -------------------- | -------------------- | -------------------- | -------------------- | -------------------- | -------------------- | -------------------- | -------------------- | -------------------- | -------------------- |
| Джерело: data.cma.cn    |                      |                      |                      |                      |                      |                      |                      |                      |                      |                      |                      |                      |                      |